# 부여경

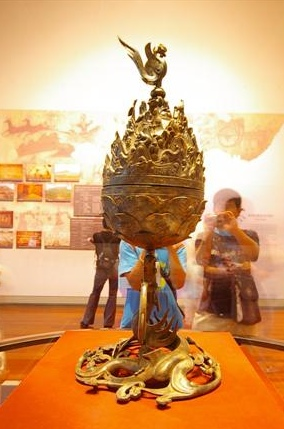

부여경(扶餘敬)은 백제 의자왕의 증손자이자 당나라로 망명한 백제 유민 부여융의 손자이다.

## 생애
측천무후 때 할아버지인 부여융의 대방군왕(帶方郡王)을 습작하고 위위경에 임명되었다. 그러나 봉지는 통일신라와 발해에게 넘어가고 말았다. 이외의 행적은 기록이 없어 알 수 없다.

## 참고 문헌
- 《구당서》199권上 열전 제149上 동이 백제